# ميس قضباني الأوراق
ميس قضباني الأوراق (الاسم العلمي: Celtis betulifolia) هو نوع نباتي يتبع جنس الميس من فصيلة القنبية.